# Scleracis
Scleracis is een geslacht van neteldieren uit de klasse van de Anthozoa (bloemdieren).

## Soorten
- Scleracis guadalupensis (Duchassaing & Michelotti, 1860)
- Scleracis petrosa Deichmann, 1936
- Scleracis pumila Kükenthal, 1919
- Scleracis pumila Riess, 1919